# Robert Morton
Robert Morton (ou Mourton, Moriton ; c.1430 – après le 13 mars 1479) est un compositeur anglais du début de la Renaissance, principalement actif à la cour de Bourgogne. Très appréciée à l'époque, il laisse uniquement de la musique vocale profane, n'ayant survécu que ses rondeaux à trois voix.

## Biographie
Peu de choses peut être reconstruit avec certitude sur sa vie, sauf lorsque son activité l'amène à la cour de Bourgogne. Il naît en Angleterre, mais aucun détails de sa vie ne sont connus. De 1457 à 1476, il est clerc puis chapelain au sein du chœur de la chapelle, et, exceptionnellement, n'a jamais été promu à un poste plus élevé. En 1460, il est nommé prêtre, comme en témoigne le titre de Messire figurant dans les documents de la chapelle.
La longue période relativement paisible de la cour sous le règne de Philippe le Bon s'achève avec la mort de celui-ci en 1467. Les activités musicales de la cour sous son successeur, Charles le Téméraire, ont été gravement perturbées ; beaucoup de chanteurs et de compositeurs, dont Hayne van Ghizeghem, ont pris part à ses nombreuses et futiles campagnes militaires. Morton doit avoir plutôt bien connu Hayne, car une pièce anonyme survit qui décrit le chant virtuose et le jeu des deux chanteurs à Cambrai.
Les enregistrements du salaire de Morton prennent fin en 1476. On a longtemps supposé qu'il est mort alors ; toutefois, des données plus récentes des archives du Vatican montre qu'il est vivant à la fin de 1479, lorsqu'il démissionne d'une paroisse néerlandaise.
Il y a une possibilité, jamais établie parfaitement, qu'il est peut-être le même Robert Morton, évêque de Worcester mort en 1497. La preuve pour cette hypothèse repose sur la disparition totale de la documentation de l'évêque entre 1456 et 1476, alors que Morton est actif à la cour de Bourgogne et la présence du Cardinal John Morton, oncle du futur évêque, en Bourgogne, exactement au moment où Robert disparaît des actes de paiement de son salaire.

## Musique
Compte tenu de l'élimination quasi complète des manuscrits musicaux du XVe siècle en Angleterre, en grande partie par Henry VIII lors de la Dissolution des monastères dans les années 1530, il n'est pas surprenant que l'essentiel de la musique de Morton survive dans les sources en provenance du continent et s'il a jamais été actif en tant que musicien dans sa terre natale, sa trace est perdue. 
Huit morceaux ont été conservés, tous les rondeaux. L'un des plus célèbres d'entre eux est la première apparition connue de l'air de L'Homme armé, utilisé par de nombreux compositeurs au début de la Renaissance en tant que cantus firmus pour la messe. Cette pièce, un quodlibet, est probablement datable de mai 1464. Elle semble avoir été écrit comme cadeau de départ à destination d'un autre compositeur de la cour, Simon le Breton.
Un autre de ses rondeaux, Le souvenir de vous me tue, a été extrêmement célèbre. Des copies de cette pièce ont été largement diffusées en Europe.
Toute la musique de Morton qui a survécu est en français. Sans surprise en raison de sa présence en Bourgogne. Mélodiquement, elle se révèle un peu plus simple que la musique de ses contemporains, tels Hayne ou Antoine Busnois.
Le théoricien de la musique et écrivain Johannes Tinctoris écrit avec flamme de Morton, en mentionnant qu'il était « célèbre. » Même si une grande partie de sa musique est aujourd'hui perdue — notamment sa musique sacrée — il semble avoir eu une influence sur d'autres compositeurs à la cour des ducs de Bourgogne. Plusieurs de ses compositions ont été utilisées comme matériau de base pour des messes ultérieures d'autres compositeurs, tel Josquin des Prés.

## Œuvres

### Attribution certaine
1. Cousine trop vous abusés (rondeau, 3 voix)
2. Il sera pour vous conbatu/L'Homme armé (quodlibet ; rondeau, 3 voix ; dans d'autres sources une quatrième voix est ajoutée)
3. Le souvenir de vous me tue (rondeau, 3 voix)
4. Mon bien ma joyeux (rondeau, 3 voix)
5. N'aray je jamais mieulx que j'ay (rondeau, 3 voix)
6. Paracheve ton entreprise (rondeau, 3 voix)
7. Plus j'ay le monde (rondeau, 3 voix)
8. Que pourroit plus faire une dame (rondeau, 3 voix)

### Douteuse
1. C'est temps perdu
2. Elend du hast umbfangen mich (aussi connu comme Vive ma dame par amours)
3. Pues serviçio vos desplaze
4. Vien avante morte dolente